# Katarinahissen
Katarinahissen – publiczna winda miejska zlokalizowana w stolicy Szwecji, Sztokholmie przy Katarinavägen na Södermalm (Slussen).

## Historia

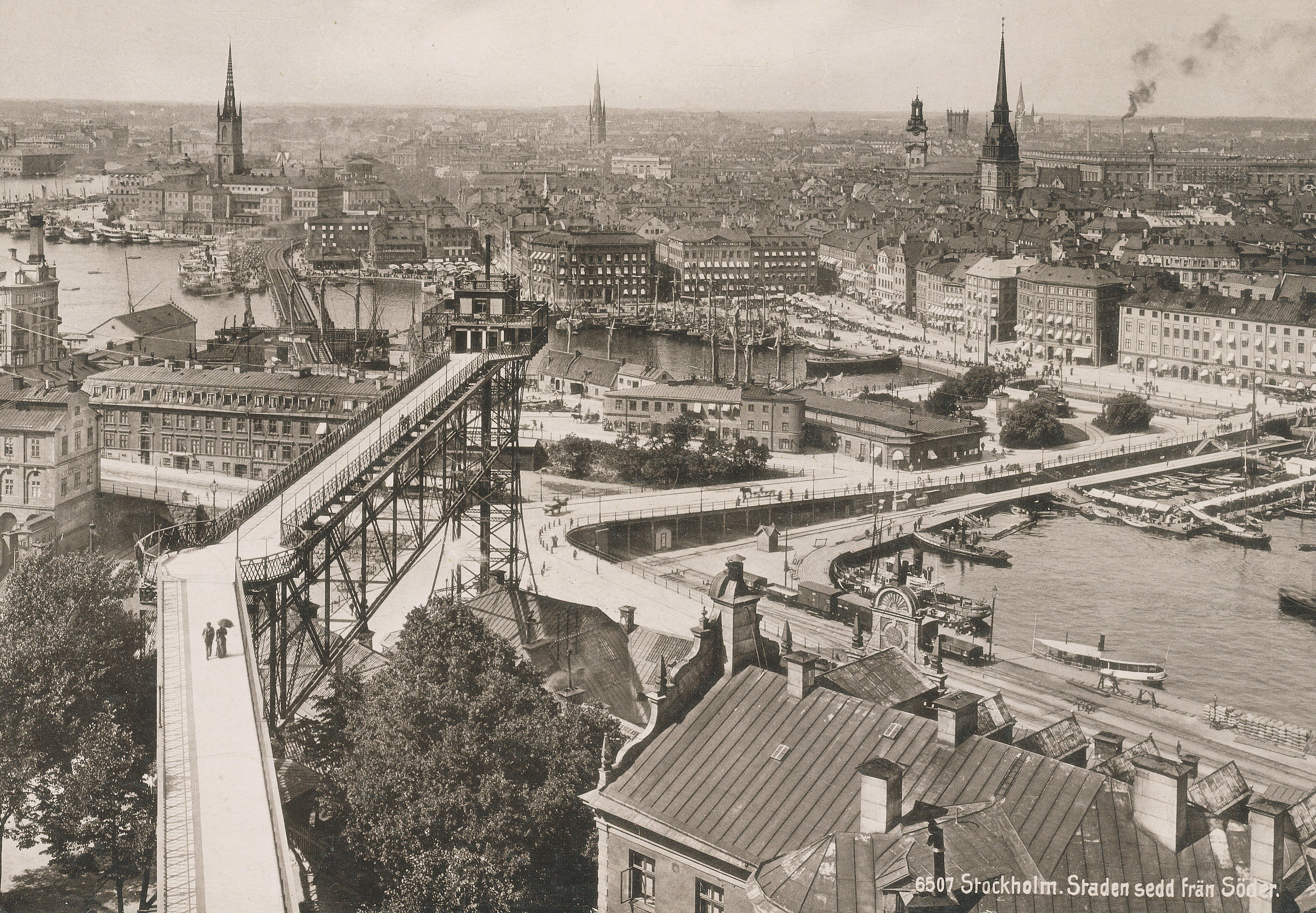
Pierwotna konstrukcja z 1883 w 1915 na tle panoramy miasta

Winda została zbudowana, aby usprawnić połączenie pomiędzy dolnymi ulicami Slussen, a wzgórzami Södermalm (Mosebacke torg i Stadsgårdskajen), czyniąc je bardziej dostępnymi dla mieszkańców. Oryginalna konstrukcja pochodzi z 1881, chociaż dużych zmian w konstrukcji dokonano podczas renowacji w 1936. Dźwig oddano do użytku w 1883. Przejazd kosztował pięć öre. W latach 1909 – 1933 na wierzchołku wieży Katarinahissen stał pierwszy ruchomy szyld reklamowy w Sztokholmie (Stomatol). Pierwotna winda została zamknięta i rozebrana w 1933 w związku z budową obecnego rozwiązania urbanistycznego Slussen. Nowa została ukończona 28 maja 1936 i stała się częścią rozbudowanego w tym samym czasie budynku Katarinahuset, którego najstarsze części zostały zaprojektowane w 1909 przez Gustava Wickmana (szyld Stomatolu przeniesiono wówczas na obecne miejsce, na budynku przy Klevgränd). Kładka dla pieszych prowadząca do windy stała się wówczas częścią budynku. Do czasu zamknięcia z uwagi na zły stan techniczny w 2010 windę obsługiwali konduktorzy. W 2014 rozpoczął się jej remont według projektu Eskila Sundahla i Olofa Thunströma (wymiana maszyny dźwigowej i kabiny, fundamentów i dolnej partii wieży). Została ponownie otwarta 19 października 2023 i jest czynna codziennie w godzinach 8:00 – 22:00.

## Parametry techniczne
Parametry techniczne wieży:
- wysokość: 38 metrów,
- pojemność: 33 osoby lub 2500 kilogramów,
- prędkość handlowa: 1,6 m/s (w przypadku wiatru powyżej 10 m/s prędkość jest ograniczana do 1 m/s, a w przypadku wiatru powyżej 14 m/s dźwig zostaje zamknięty)[3].